# Бельский сельский совет (Котелевский район)
Бельский сельский совет (укр. Більська сільська рада) — входит в состав
Котелевского района
Полтавской области
Украины.
Административный центр сельского совета находится в селе Бельск.

## Населённые пункты совета
- с. Бельск